# Darifenacin
Darifenacin (Enablex, Emseleks) je lek koji se koristi za lečenje urinarne inkontinencije. Njega je ranije prodavao Novartis; međutim 2010. SAD prava su prodata kompaniji Warner Chilcott.

## Mehanizam dejstva
Darifenacin deluje putem blokiranja M3 muskarinskog acetilholinskog receptora, koji je primarno odgovoran za kontrakcije mišića mokraćne bešike. On time smanjuje hitnost urinacije. 
Ovaj lek se ne preporučuje za upotrebu kod pacijenata sa urinarnom retencijom. Antiholinergijski agensi, kao što je Enableks, isto tako mogu da uzrokuju konstipaciju i zamagljeni vid. Toplotna iznurenost (usled umanjenog znojenja) se može javiti kad se antiholinergici koriste u toploj sredini.

## Spoljašnje veze
- „Enableks”. Архивирано из оригинала 03. 02. 2008. г.

|  | Molimo Vas, obratite pažnju na važno upozorenje u vezi sa temama iz oblasti medicine (zdravlja). |